# Divize B 1976/1977
V soubojích 12. ročníku České divize B 1976/77 se utkalo 14 týmů dvoukolovým systémem podzim – jaro. Tento ročník fotbalové soutěže začal v srpnu 1976 a skončil v červnu 1977.

## Nové týmy v sezoně 1976/77
Z 3. ligy – sk. A 1975/76 nesestoupilo do Divize B žádné mužstvo. Z krajských přeborů ročníku 1975/76 postoupila vítězná mužstva TJ SEPAP Jílové ze Severočeského krajského přeboru. Také sem byla přeřazena mužstva TJ Admira Praha 8 a TJ Meteor Praha 8, TJ Uhelné sklady Praha z Divize C.

## Výsledná tabulka
| Poř. | Tým                           | Z  | V  | R | P  | VG | OG | B  |
| ---- | ----------------------------- | -- | -- | - | -- | -- | -- | -- |
| 1.   | TJ Xaverov Horní Počernice    | 26 | 17 | 4 | 9  | 47 | 26 | 38 |
| 2.   | TJ Spartak Roudnice nad Labem | 26 | 13 | 5 | 8  | 52 | 33 | 31 |
| 3.   | TJ Admira Praha 8             | 26 | 13 | 4 | 9  | 44 | 25 | 30 |
| 4.   | ABC Braník                    | 26 | 12 | 5 | 9  | 35 | 29 | 29 |
| 5.   | TJ SEPAP Jílové               | 26 | 12 | 5 | 9  | 39 | 36 | 29 |
| 6.   | SK Rakovník                   | 26 | 12 | 4 | 10 | 56 | 37 | 28 |
| 7.   | TJ Slavoj Vyšehrad            | 26 | 11 | 6 | 9  | 37 | 37 | 28 |
| 8.   | TJ KŽ Králův Dvůr             | 26 | 11 | 5 | 10 | 43 | 41 | 27 |
| 9.   | TJ CHZ Litvínov               | 26 | 10 | 6 | 10 | 38 | 33 | 26 |
| 10.  | TJ Meteor Praha 8             | 26 | 11 | 3 | 12 | 41 | 35 | 25 |
| 11.  | TJ Uhelné sklady Praha        | 26 | 8  | 7 | 11 | 32 | 41 | 23 |
| 12.  | TJ Modřany                    | 26 | 6  | 9 | 11 | 22 | 37 | 21 |
| 13.  | TJ Lokomotiva Kladno          | 26 | 4  | 8 | 14 | 18 | 47 | 16 |
| 14.  | TJ SONP Kladno "B"            | 26 | 5  | 3 | 18 | 25 | 72 | 13 |

Poznámky:
- Z = Odehrané zápasy; V = Vítězství; R = Remízy; P = Prohry; VG = Vstřelené góly; OG = Obdržené góly; B = Body

|  | Postup do 2. ligy – sk. A 1977/78                |
|  | Sestup do příslušného oblastního přeboru 1977/78 |